# 安東伸介
安東 伸介（あんどう しんすけ、1932年7月1日 - 2002年4月21日）は、日本のイギリス文学者。

## 来歴
東京出身。慶應義塾幼稚舎、慶應義塾普通部、慶應義塾高等学校卒、1955年慶應義塾大学文学部英文科卒。塾高首席としては珍しく文学部に進学した。西脇順三郎、厨川文夫に学び、1957年同大学院修士課程修了、62-63年福澤基金によりオックスフォード大学留学。1957年同文学部助手、62年専任講師、65年助教授、71年教授。1997年に退職、名誉教授、帝京平成大学教授、山脇学園短期大学教授。中世英文学が専門で、由良君美、高橋康也、浅利慶太と親しかった。死後10年を経て、初の著述集である『ミメーシスの詩学：安東伸介著述集』が出版された。

## 著書
- 『ミメーシスの詩学―安東伸介著述集』慶應義塾大学出版会、2013

### 共編著
- 『厨川文夫著作集』（岩崎春雄、高宮利行共編）金星堂、1981
- 『イギリスの生活と文化事典』（小池滋、出口保夫、船戸英夫共編著）研究社、1982

## 論文
- ＜安東伸介

## 参考
- 『現代日本人名録』2002年